# Peder Madsen (biskop)
 Der er flere personer med dette navn, se Peter Madsen.
Peder Madsen (født 28. august 1843 i Vinding Sogn, død 7. august 1911 på Vedbygård) var en dansk teolog, professor og biskop over Sjællands Stift. Han var også rektor ved Københavns Universitet.
Madsen var søn af gårdejer og sognefoged Mads Jensen og Mette Kirstine Pedersdatter på gården Tovstrup i Vinding sogn ved Holstebro. Han viste tidlig udpræget tilbøjelighed for boglig syssel, og det blev efterhånden klart for hans forældre, at han måtte have lov til at følge sin lyst. Efter at være bleven undervist et par år af en nabopræst kom han 1858 i Viborg skole, hvorfra han blev student 1862. I januar 1868 blev han teologisk kandidat.
De første år efter sin eksamen var han en stærkt søgt og meget påskønnet manuduktør og fortsatte til samme tid sine studier med stor grundighed. I 1872 rejste han med offentlig understøttelse til udlandet og besøgte Italien, Schweiz, Frankrig og Tyskland; navnlig i Erlangen, hvis teologiske fakultet bestod af usædvanlig fremragende mænd, modtog han en værdifuld og varig påvirkning.
Det var hans hensigt at have udstrakt rejsen til England for nøjere at lære de betydningsfulde skikkelser at kende, i hvilke det kirkelige liv der træder frem; men professor H.N. Clausens afgang fra universitetet i 1874 fremkaldte hans hjemrejse: endnu samme efterår blev det ham overdraget at holde forelæsninger ved universitetet i dogmatik og Ny Testamentes eksegese. I 1875 udnævntes han til professor i teologi, for årene 1889-1890 og 1903-1904 var han universitetets rektor.
Madsen har i sit embede ikke blot skaffet sig og bevaret et såre anset navn som lærer i de ham overdragne fag, men han har tillige udøvet en vidtrækkende indflydelse på de teologiske studerende gennem det personlige forhold, hvori han forstod at stille sig til dem, og der er mange præster i vort land, som med taknemmelighed mindes, hvad de skylder hans indsigtsfulde råd og venlige bistand. Gennem en lang årrække har han med stor gæstfrihed modtaget de studerende i sit hus til regelmæssige aftensammenkomster, hvor teologiske og kirkelige emner sættes under forhandling.
Ved siden af sin virksomhed som universitetslærer har Madsen på flere måder taget på sig en betydelig del af det kirkelige arbejde i Danmark. I årene 1879-81 medvirkede han i udarbejdelsen af den nye perikoperække, ligesom han også deltog i udarbejdelsen af det forslag til fornyelse af salmebogens rituelle del, hvis 2. udgave udkom 1888. Da det kirkelige råd blev oprettet, valgte det teologiske fakultet ham til sin repræsentant for treåret 1884-86. I mange år (1880-94) har han været medlem af udvalget for den danske Mission i Amerika. Fra foråret 1880 af har han været medlem af bestyrelsen for Kirkelig Forening for indre Mission i Kjøbenhavn. Særlig har han i en lang årrække taget sig af søndagsskolesagen, som skylder Madsens gode forhold til de teologiske studerende en væsentlig del af sin fremgang.
Ved Universitetets 400-årsjubilæum i 1879 tog Madsen den teologiske doktorgrad for en afhandling om De kristnes aandelige Præstedømme. Han har senere i tilslutning hertil udgivet Det kirkelige Embede, en dogmatisk Undersøgelse (1890) og Embedet og Menighedens Samvirken i det kirkelige Arbejde (1894). I disse skrifter har han med videnskabelig grundighed og klarhed og tillige med fuldt hensyn til kirkelivets krav hævdet de ægte lutherske grundsætninger, som ville give både embedet og menigheden, hvad der tilkommer hver af dem. På andet område har han i Bornholmerne eller den saakaldte lutherske Missionsforening (1886) forsvaret de samme grundsætninger, ligesom han også fastholdt sin overensstemmelse med dem i det lille skrift Om det foreslaaede Tillæg til vor Gudstjeneste (1887).
Et eksegetisk værk af fremragende betydning har han ydet i sin fortolkning af Johannes' Åbenbaring (1887; 2. udgave 1896). Endnu skal nævnes hans andel i bogen Om den gammeltestamentlige Kritik, en Forhandling mellem P. Madsen, J. H. Monrad og V. Hoff (1895); han har her godtgjort, at hans konservative stade ingenlunde har formindsket hans evne til at vurdere den nyere teologis historiske arbejde med den hellige Skrift. Indholdet af denne bog er et smukt eksempel på, hvorledes en strid på åndelige enemærker skal udkæmpes. På de angreb, han fra anden side har været udsat for i anledning af sine udtalelser om bibelkritikken, gav han på Bethesdamødet i oktober 1896 et svar, der fandt almindelig forståelse og tilslutning.
16. september 1881 ægtede han Charlotte Storck (13. maj 1842 – 7. august 1917), datter af sognepræst til Sæby og Gershøj Sogne Joh. Fred. S. Hun arvede 1892 hovedgården Vedbygaard i Holbæk Amt, som dermed kom i hendes mands besiddelse indtil hans død, hvorefter hun ejede gården indtil 1917. 1909 blev han Sjællands biskop. Han døde i 1911. Han var Kommandør af 1. grad af Dannebrog og Dannebrogsmand.